# Pszel
A Pszel (ukránul: Псел), oroszul: Pszjol (Псёл) Oroszország Belgorodi területén, a Közép-Orosz-hátságban eredő, 717 kilométer hosszú folyó, melynek nagy része (692 km) Ukrajnán vonul át és a Dnyeperbe torkollik. Ukrajna negyedik leghosszabb folyója.
Legnagyobb, jobb oldali mellékfolyója a Horol.
Városok a folyó partján:
- Obojany – Oroszország, Kurszki terület
- Szumi – Ukrajna, Szumi terület
- Gagyacs – Ukrajna, Poltavai terület